# Plaza de la República (Berlín)

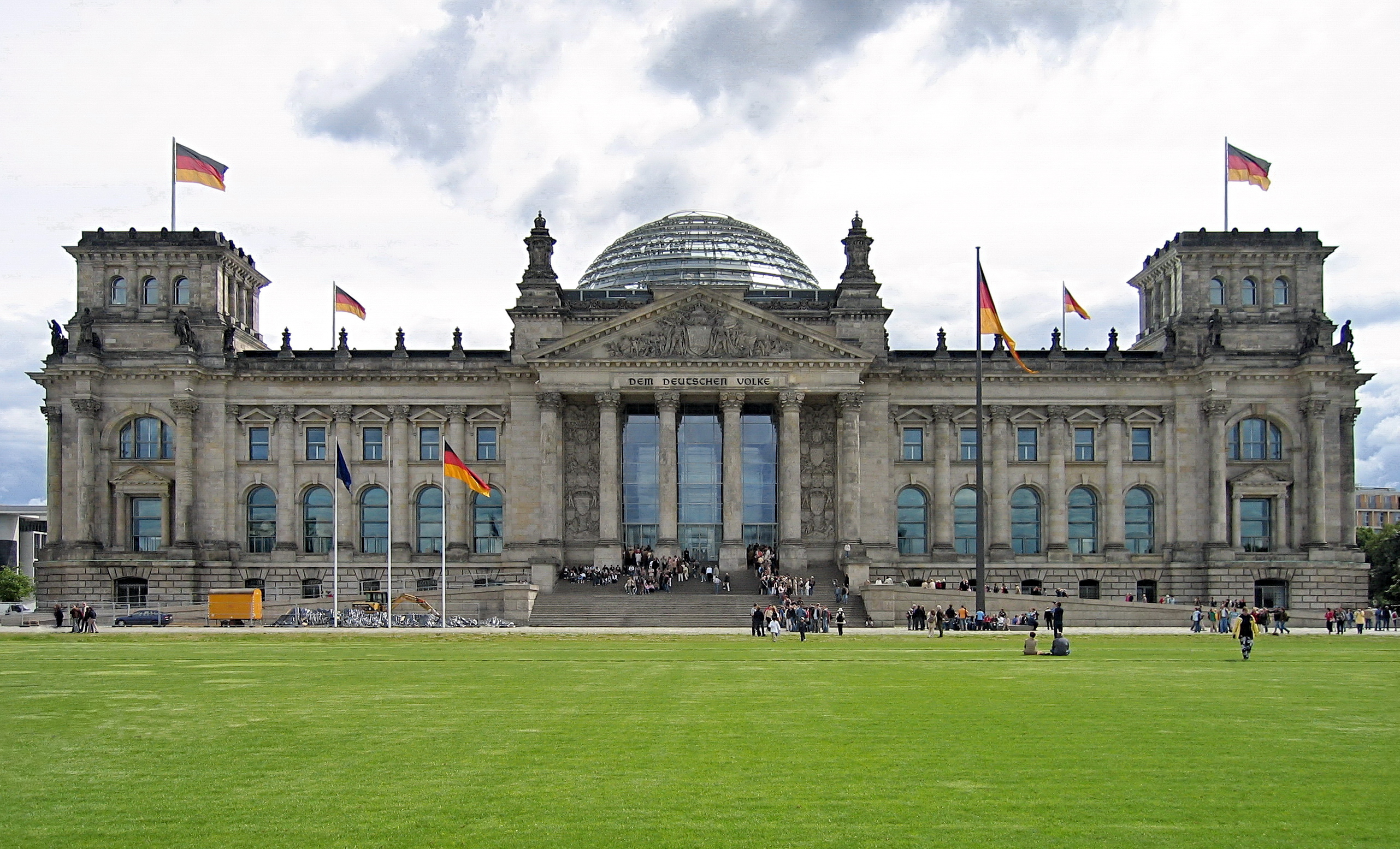
Platz der Republik, con el Reichstag al fondo

La plaza de la República (en alemán Platz der Republik) es una plaza situada en Berlín, Alemania. Se sitúa en el distrito Tiergarten (barrio Mitte), frente al Reichstag. La plaza tiene una superficie de unos 36 900 metros cuadrados y está cubierta casi totalmente de hierba, decorada con algunos setos y árboles.
Antes de 1926 y entre 1933 y 1948 se llamaba Königsplatz ("Plaza del Rey"). La Columna de la Victoria se situaba aquí hasta que se trasladó a su ubicación actual en 1939.

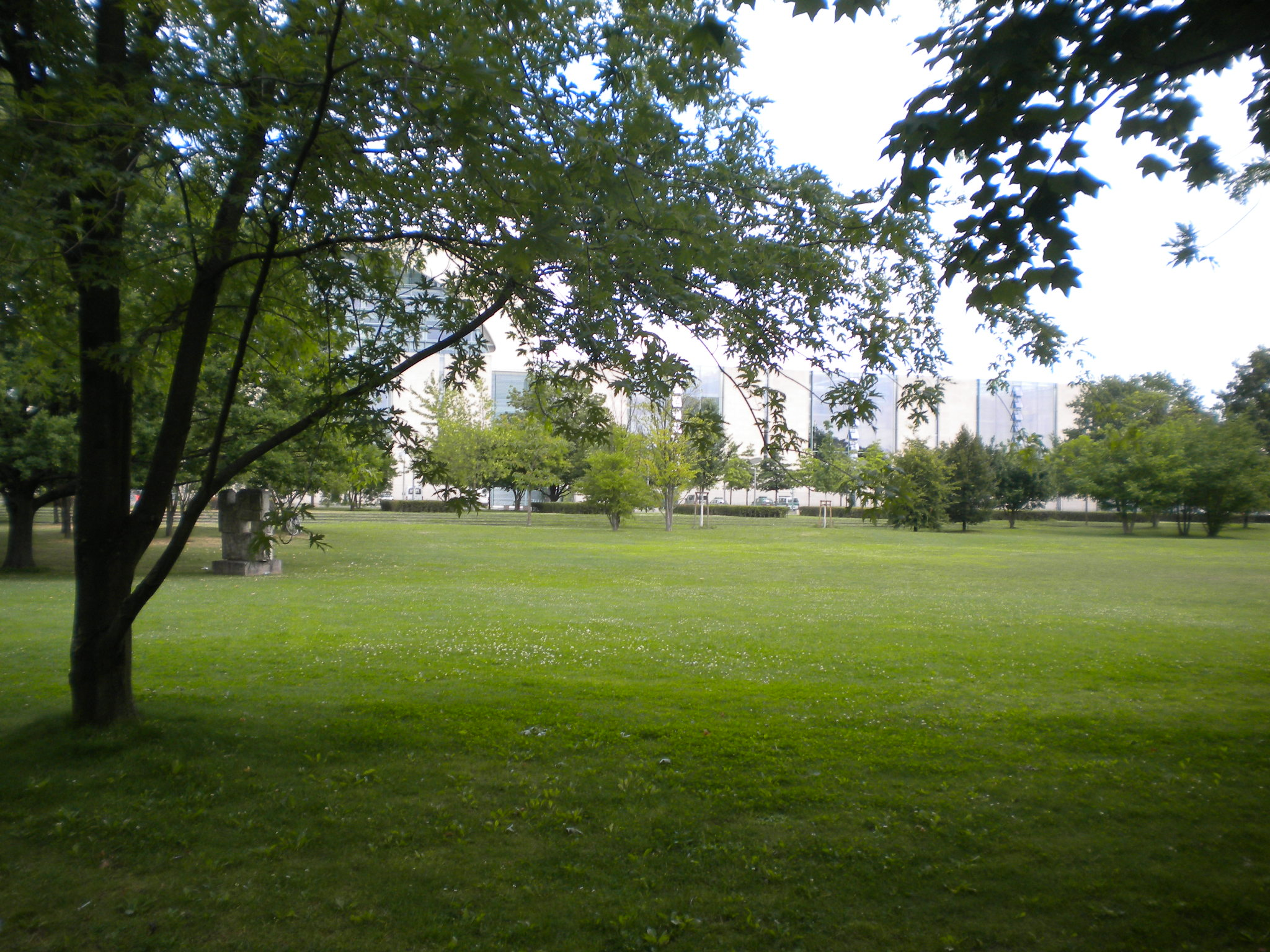

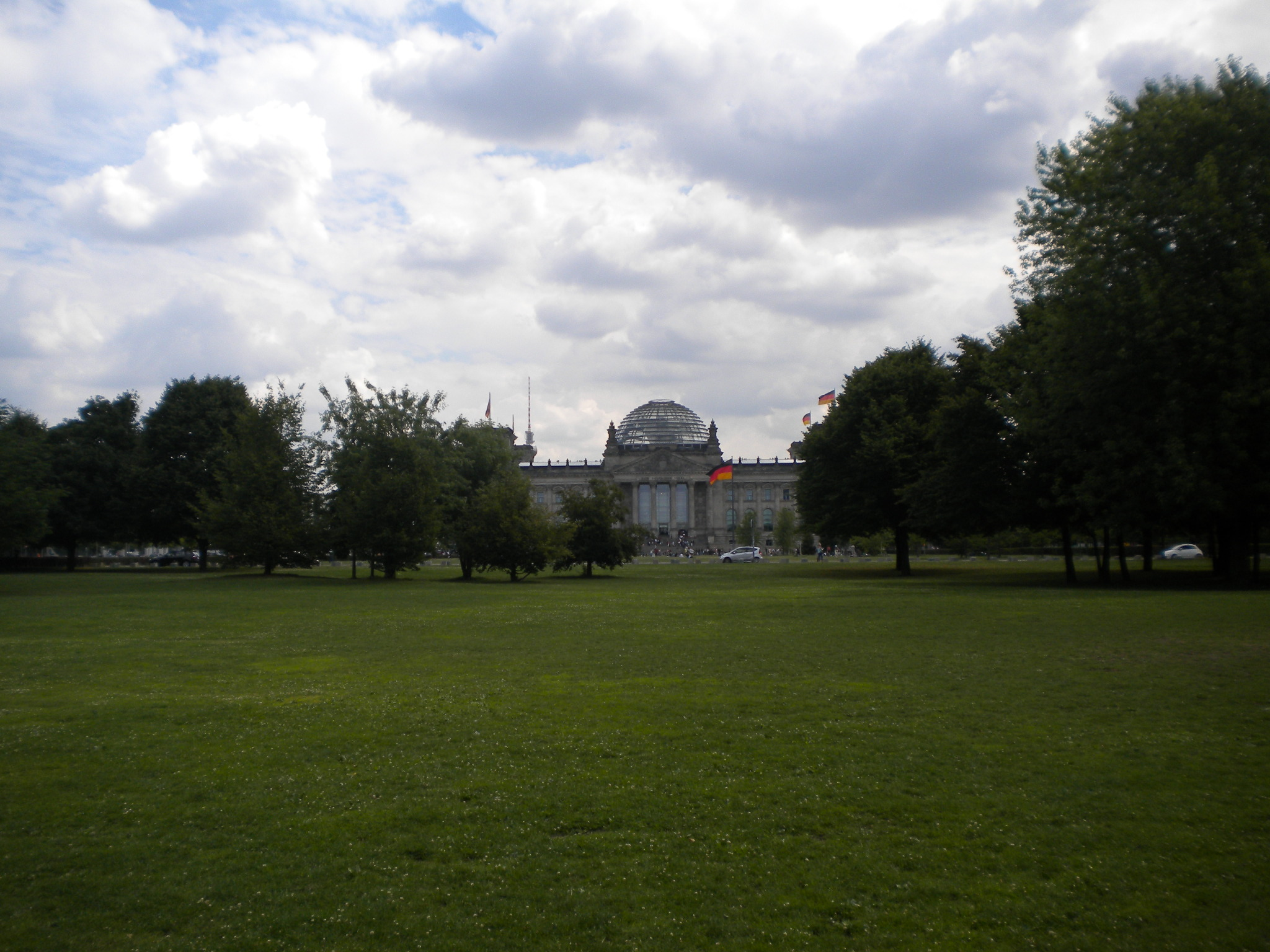

## Historia

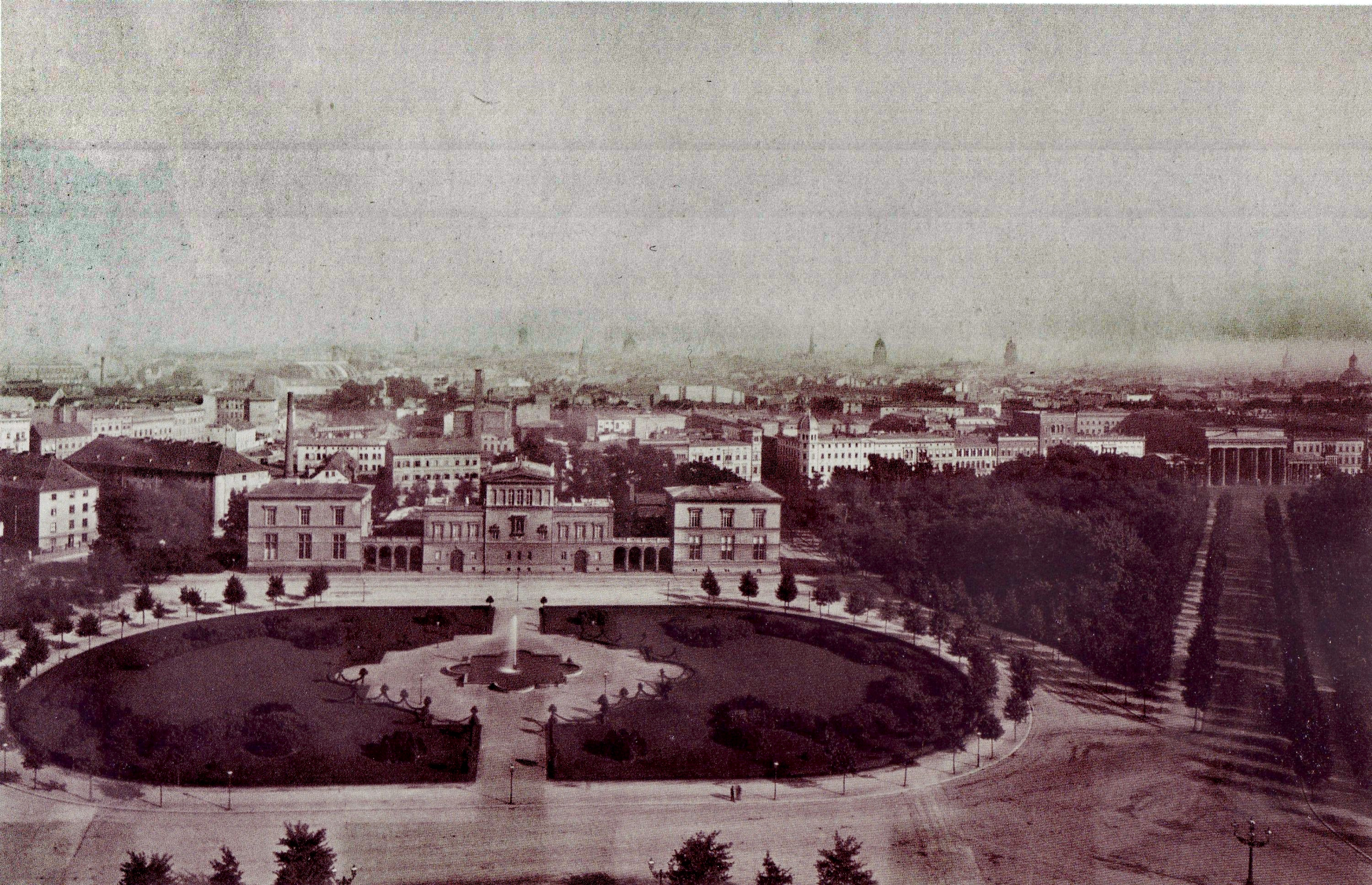
La parte este de Königsplatz con el Palacio Raczynski, fotografiada desde la Columna de la Victoria en torno a 1880

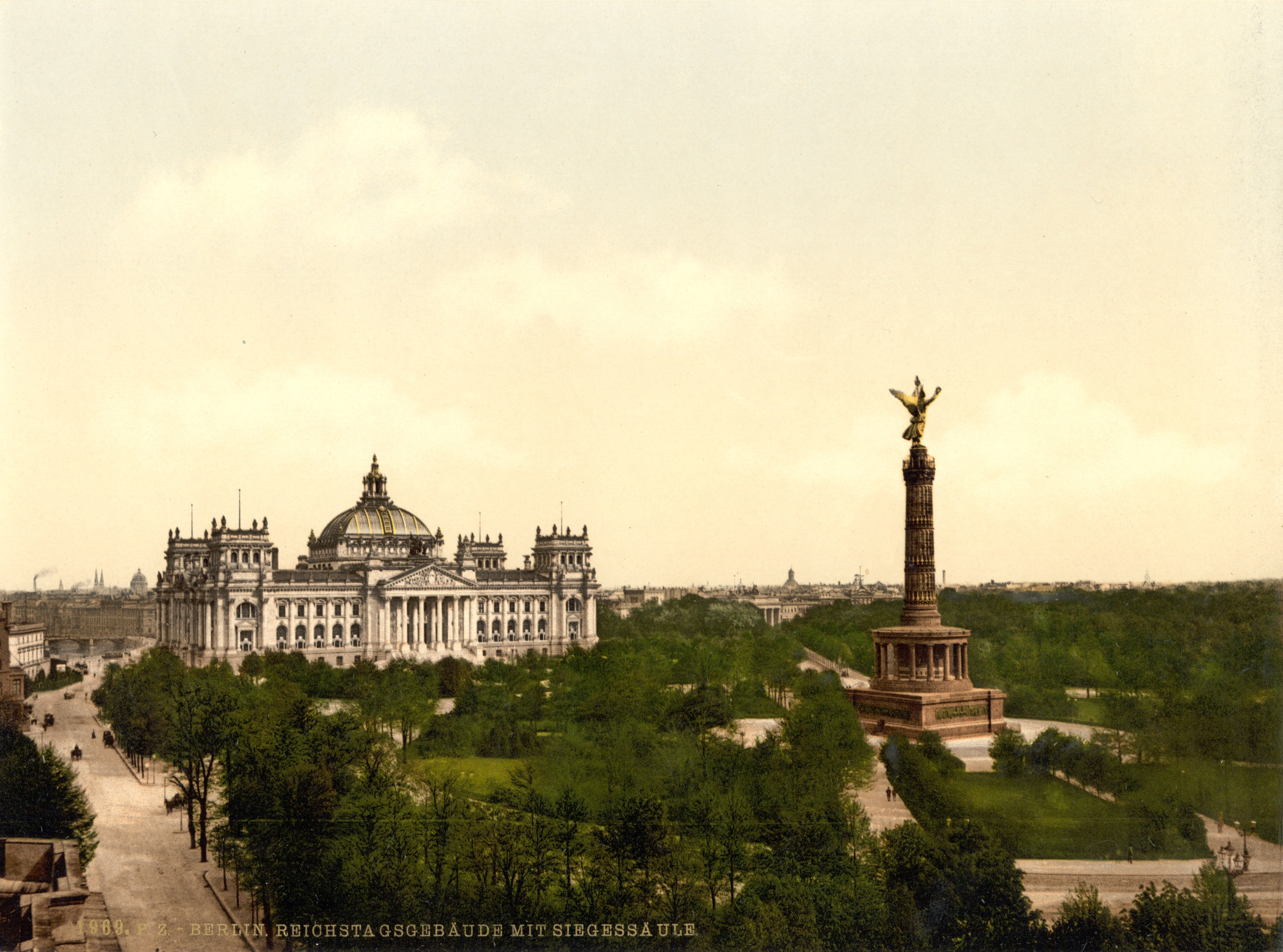
Königsplatz, con el Reichstag y la Columna de la Victoria, en torno a 1900

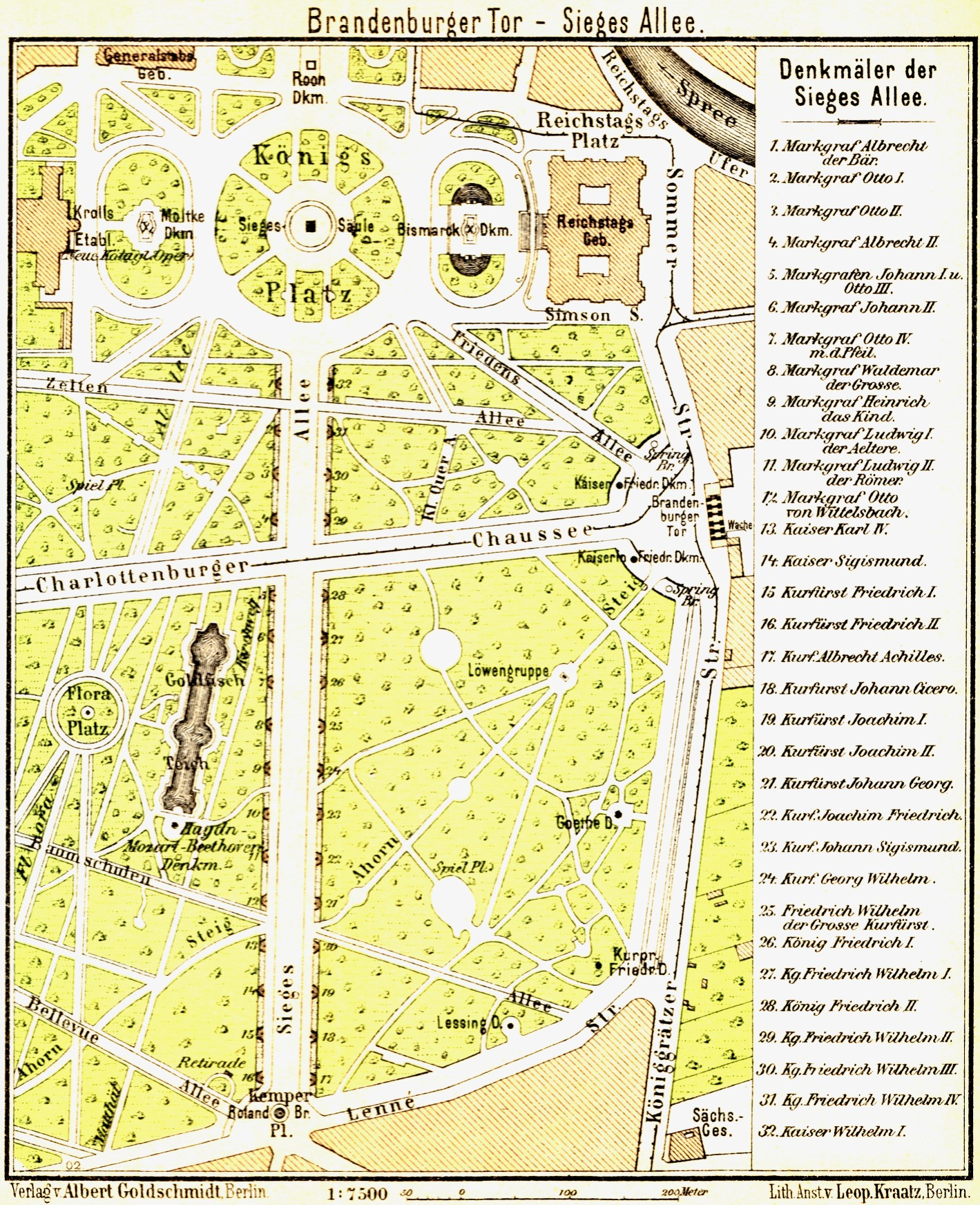
Mapa de Königsplatz y Siegesallee, 1902

La plaza se creó alrededor de 1735 y se usó durante el reinado del Rey Federico Guillermo I como un campo de desfiles, conocido como "Exerzierplatz vor dem Brandenburger Tor". En 1844 se construyó la Ópera Kroll en su lado oeste, y en 1867 se transformó en una plaza llamada "Königsplatz". 
En 1873 se erigió la Columna de la Victoria en el centro de la plaza, al final del bulevar Siegesallee. En el lado este de la plaza estaba el palacio de conde prusiano Atanazy Raczyński, antes de que se construyera el Reichstag en su lugar, entre 1884 y 1894.
Durante la República de Weimar, la plaza se llamaba "Platz der Republik" para conmemorar la abolición de la monarquía. Cuando en 1933 los nazis llegaron al poder, la plaza se renombró "Königsplatz". Como parte de un grandioso plan para crear "Welthauptstadt Germania", se amplió la Columna de la Victoria y se trasladó a su ubicación actual en 1939. La Segunda Guerra Mundial terminó en 1945 y en 1948 la plaza volvió a llamarse "Platz der Republik". La Ópera Kroll, dañada gravemente durante la guerra, se demolió en 1951. 
El Muro de Berlín pasaba junto a la parte trasera del Reichstag. La plaza, ahora una amplia zona de césped, estaba por lo tanto lejos del tráfico y se usaba como una zona de ocio. Tras la reunificación alemana de 1990 la plaza recuperó su importancia central en Berlín. Se izó una gran bandera alemana en la plaza durante la noche del 2 al 3 de octubre de 1990.
En 1991 el Bundestag de Alemania decidió que Berlín volvería a ser la sede del gobierno y el parlamento. La renovación del Reichstag se completó en 1999.

## Eventos
En otoño de 1948, tuvo lugar en la plaza una gran manifestación contra el bloqueo de Berlín. Participaron unas 300 000 personas, y el alcalde Ernst Reuter pronunció un discurso.
Michael Jackson dio un concierto en la plaza en 1988, durante su Bad World Tour.
El 22 de julio de 2005 un ultraligero se estrelló en la plaza, matando al piloto. La policía determinó posteriormente que probablemente era un suicidio.

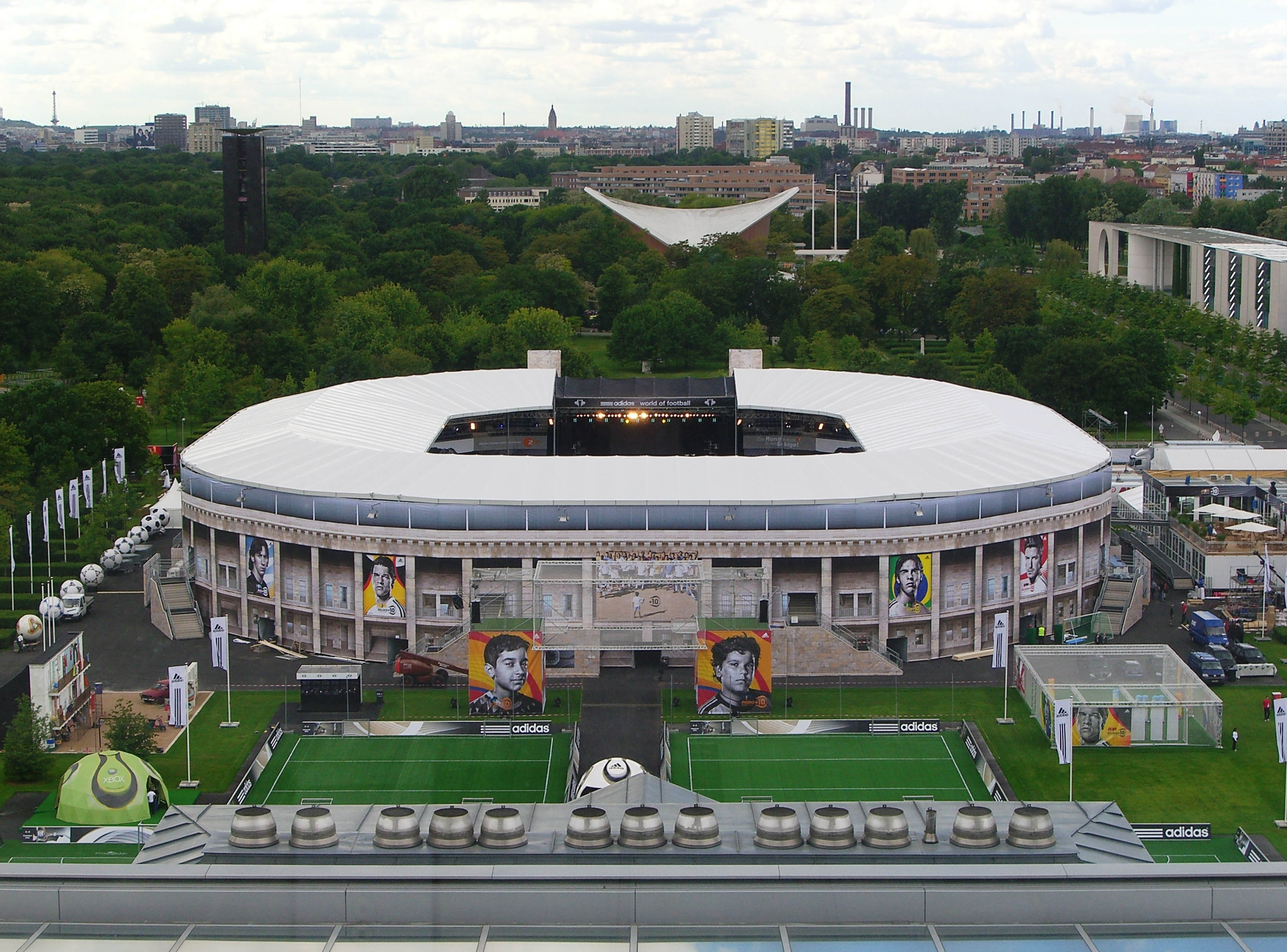
Adidas World of Football en la Platz der Republik, 2006

En preparación de la Copa Mundial de Fútbol de 2006, en abril de 2006 la empresa Adidas comenzó a asfaltar la plaza para construir el "Adidas World of Football", una versión en miniatura del Estadio Olímpico de Berlín con unos 8000 asientos que se usó para emitir en directo los partidos de fútbol. Tras el evento, Adidas devolvió la plaza a su anterior condición; lo que incluyó la búsqueda de árboles por toda Alemania que coincidieran con los árboles que tuvieron que ser talados.